# El Colegio (Michoacán)
El Colegio es una localidad del estado mexicano de Michoacán. Es parte del municipio de Tarímbaro.

## Demografía
| Gráfica de evolución demográfica |
|                                  |

| Censo | Población |
| ----- | --------- |
| 1900  | 422       |
| 1910  | 380       |
| 1921  | 267       |
| 1930  | 200       |
| 1940  | 177       |
| 1950  | 253       |
| 1960  | 396       |
| 1970  | 525       |
| 1980  | 648       |
| 1990  | 926       |
| 2000  | 1020      |
| 2010  | 1182      |
| 2020  | 1234      |